# Love Hurts (album Cher)
Love Hurts è il terzo ed ultimo album realizzato dalla cantante Cher per la casa discografica Geffen, pubblicato in tutto il mondo nell'estate del 1991.

## Descrizione
L'album segue la formula dei due precedenti dischi di Cher, un pop rock molto semplice ma efficace. La lista tracce contiene quattro cover: The Shoop Shoop Song (It's in His Kiss) (Merry Clayton, 1963), A World Without Heroes (Kiss, 1980), Save Up All Your Tears (Bonnie Tyler, 1988) e Love Hurts (Everly Brothers, 1960), di quest'ultima Cher ne fece un'altra nel 1975 per l'album Stars.
Il disco presenta due differenze fondamentali tra l'edizione americana e quella europea: la prima riguarda la cover mentre la seconda è l'aggiunta nella tracklist Europea della canzone The Shoop Shoop Song (It's in His Kiss). In Europa il disco ottiene un successo straordinario: scala le classifiche di vendita fino alle posizioni più alte e diviene più volte disco di platino. Nel Nord America invece, la reazione del pubblico e della critica è più fredda e le vendite del disco volano basse. Nonostante tutto Love Hurts supera, in termini di vendita, i due precedenti lavori di Cher e diventa il suo album più venduto con oltre 16 milioni di copie (record che verrà battuto da Believe nel 1998).

## Tracce
1. Save Up All Your Tears (Diane Warren, Desmond Child)
2. Love Hurts (Boudleaux Bryant)
3. Love and Understanding (Warren)
4. Fires of Eden (Mark Goldenberg, Kit Hain)
5. I'll Never Stop Loving You (Sue Shifrin, David Cassidy, John Wetton)
6. One Small Step (Barry Mann, Wendy Waldman, Brad Parker)
7. A World without Heroes (Paul Stenley, Gene Simmons, Lou Reed, Bob Ezrin)
8. Could've Been You (Arnie Roman, Bob Halligan Jr.)
9. When Love Calls Your Name (Jimmy Scott, Tom Snow)
10. When Lovers Become Strangers (D. Warren)
11. Who You Gonna Believe (Steve Fonatano, Joe Marquez, Jerry Marquez)

Traccia bonus nella versione europea
1. The Shoop Shoop Song (It's in His Kiss) (Rudy Clark)

## Classifiche
| Classifica (1991) | Posizione massima |
| ----------------- | ----------------- |
| Austria           | 1                 |
| Germania          | 2                 |
| Irlanda           | 1                 |
| Norvegia          | 1                 |
| Regno Unito       | 1                 |
| Stati Uniti       | 48                |
| Svizzera          | 1                 |